# جيف سيمبسون
جيف سيمبسون (بالإنجليزية: Jeff Simpson)‏ مواليد 29 أكتوبر 1950 في هاملتون، نيوزيلندا، هو لاعب كرة مضرب نيوزلندي سابق وكان يلعب باليد اليمنى. أعلى تصنيف له في الفردي كان المركز الـ 66 في سنة 1973. أعلى تصنيف له في الزوجي كان المركز الـ 108 في سنة 1983.

## مسيرة اللعب
خلال مسيرته المهنية، تنافس سيمبسون لصالح منتخب نيوزيلندا في خمس مباريات من كأس ديفيز. وفاز بما مجموعه أربع مباريات، اثنتان في الفردي واثنتان في الزوجي.
في عام 1973، وصل سيمبسون إلى الدور الثالث من كل من بطولة ويمبلدون وبطولة أمريكا المفتوحة للتنس. ومكنته تلك العروض التي قدمها خلال البطولتين من الوصول إلى أفضل تصنيف في مسيرته الاحترافية وهو 66.
كان سيمبسون قد بلغ نصف نهائي الفردي في نيوبورت في عام 1973 وأوكلاند في عام 1975. أما كلاعب زوجي، كان الوصيف في ثلاث مسابقات للجائزة الكبرى، في كل من طوكيو، كرايستشيرش وروانوك.

## النهائيات

### الفردي: (1)
| الرقم | السنة | الدورة           | الأرضية | المنافس في النهائي | النتيجة في النهائي |
| ----- | ----- | ---------------- | ------- | ------------------ | ------------------ |
| 1.    | 1982  | لي توكيوت، فرنسا | ترابية  | رولان ستادلر       | 6-7, 6-2, 6-1      |

## روابط خارجية
- جيف سيمبسون على موقع رابطة محترفي التنس (الإنجليزية)
- جيف سيمبسون على موقع الاتحاد الدولي لكرة المضرب (الإنجليزية)
- جيف سيمبسون على موقع كأس ديفيز (الإنجليزية)
- جيف سيمبسون على موقع خلاصة التنس.كوم (الإنجليزية)